# Mimmo Locasciulli (album raccolta)
Mimmo Locasciulli è una raccolta del cantautore italiano Mimmo Locasciulli, pubblicata nel 2002 dall'etichetta discografica RCA Italiana. 

## Descrizione
Il disco contiene 18 brani, selezionati tra le produzioni più significative del cantautore pubblicate tra il 1980 e il 1989, senza inediti. Tra le tracce più celebri troviamo Buoni propositi, Confusi in un playback, Vienna 1936 e Piccola luce nella versione originale del 1980. 

## Tracce
CD (RCA Italiana, 74321933552)
1. Piccola luce – 4:38
2. Un altro giorno – 3:05
3. Buoni propositi – 4:03
4. Svegliami domattina – 4:58
5. Intorno a trent'anni – 4:05
6. Gli occhi – 3:34
7. Cala la Luna – 3:14
8. Piove e non piove – 4:41
9. La vita in tasca – 4:33
10. Dicembre – 3:22
11. La faccia delle altre persone – 4:33
12. Cara Lucia – 5:32
13. Confusi in un playback – 4:57
14. Surrender – 4:07
15. I giorni delle rose – 4:08
16. Arte moderna – 2:56
17. Vienna 1936 – 3:40
18. Stupida Luna – 4:34

Durata totale: 74:40